# EMD F-Serie

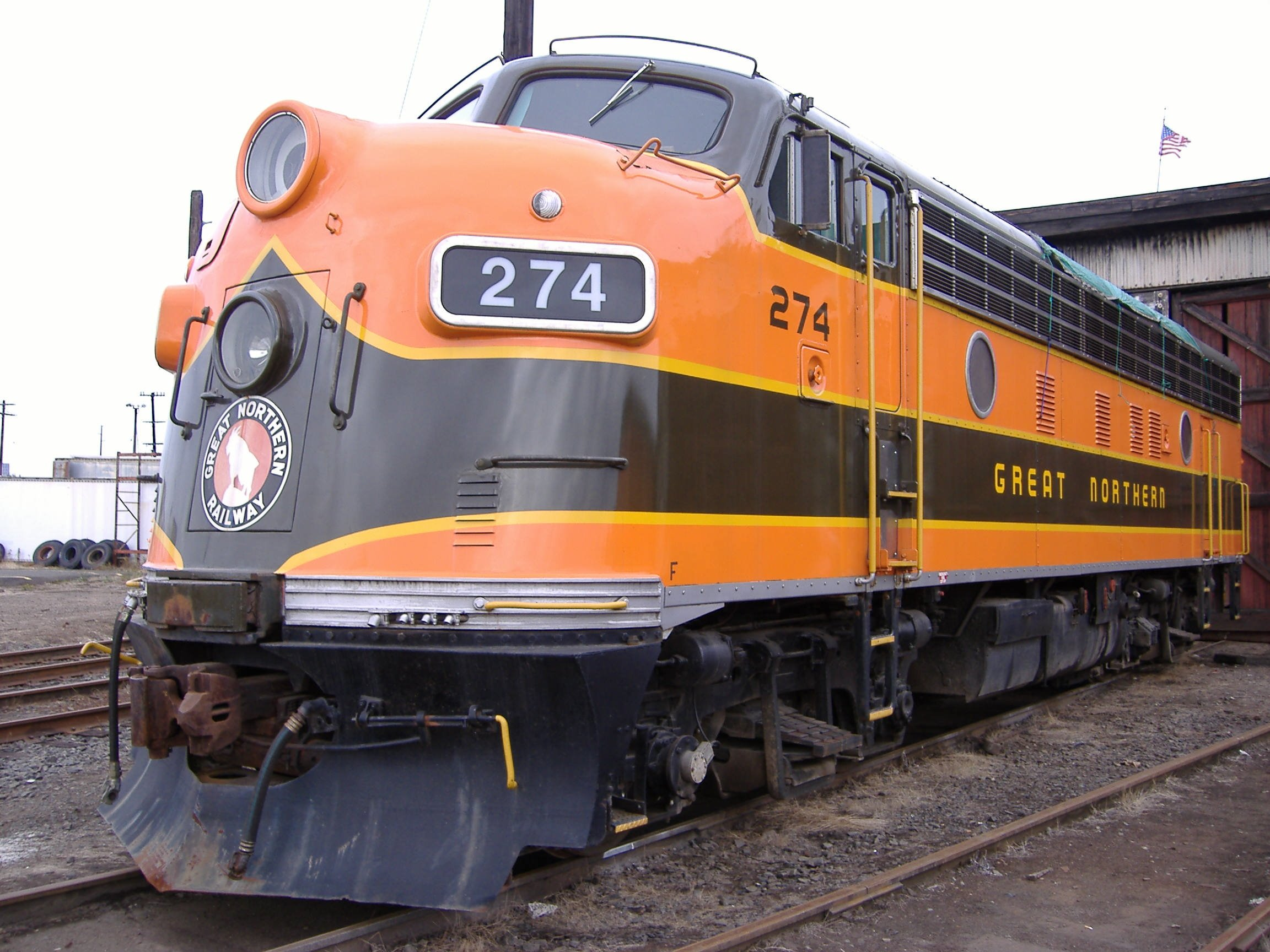
Great Northern 274, eine EMD F7A

Als EMD F-Serie, englisch EMD F-unit oder F-series, wird eine Reihe von Diesellokomotiven des US-amerikanischen Lokomotivbauers General Motors Electro-Motive Division (EMD) bezeichnet. Obwohl diese Maschinen ursprünglich als Güterzug-Lokomotiven gebaut wurden, entstanden in der Folge auch Ausführungen für den Personenzugdienst. 7592 Maschinen dieser Baureihe wurden von November 1939 bis November 1960 vor allem in den EMD-Werkhallen in La Grange, Illinois produziert. 2904 Exemplare wurden als führerstandslose B-Einheiten gebaut. Damit war diese Baureihe, neben der gleichzeitig angebotenen E -Serie, eine der ersten Großdiesellokomotiven, der ein längerfristiger kommerzieller Erfolg beschieden war.

## Entwicklung
Im November 1939 stellte EMD den Prototyp einer vierachsigen dieselelektrischen Güterzuglokomotive, die Baureihe FT, vor. Vier dieser Fahrzeuge, jeweils zwei Exemplare mit Führerstand und zwei führerstandslose Einheiten, waren zu einer vierteiligen Einheit zusammengekuppelt. Jede dieser Lokomotiven leistete 1000 kW; insgesamt wurden 4000 kW erzielt. Die Höchstgeschwindigkeit lag bei 120,7 km/h (75 mph).

## Modelle
| Variante | von  | bis  | Leistung                    | A-Units mit Führerstand | B-Units ohne Führerstand |
| -------- | ---- | ---- | --------------------------- | ----------------------- | ------------------------ |
| FT       | 1939 | 1945 | 1350 hp (1000 kW)           | 555                     | 541                      |
| F2       | 1946 | 1946 | 1350 hp (1000 kW)           | 74                      | 30                       |
| F3       | 1946 | 1949 | 1500 hp (1118 kW)           | 1111                    | 696                      |
| F7       | 1949 | 1953 | 1500 hp (1118 kW)           | 2366                    | 1483                     |
| FP7      | 1949 | 1953 | 1500 hp (1118 kW)           | 378                     |                          |
| F9       | 1954 | 1957 | 1750 hp (1305 kW)           | 87                      | 154                      |
| FP9      | 1954 | 1959 | 1750 hp (1305 kW)           | 79                      |                          |
| FL9      | 1956 | 1960 | 1750/1800 hp (1305/1342 kW) | 60                      |                          |

Die Reihen FP7 und FP9 waren für den Personenverkehr vorgesehen und deshalb mit einem Dampfheizkessel ausgerüstet. Um genügend Platz für den Dampfheizkessel zu bekommen, waren die Maschinen rund 1,20 m länger als die anderen Lokomotiven der Reihe F.
Die Reihe FL9 war eine Ausführung der F9 als Zweikraftlokomotive für die New York, New Haven and Hartford Railroad. Neben dem Dieselantrieb konnten diese Maschinen bei Fahrten im New Yorker Tunnelsystem ihren Fahrstrom aus einer Stromschiene beziehen.
| Variante | von  | bis   | Leistung        | Units |
| -------- | ---- | ----- | --------------- | ----- |
| F40C     | 1974 | -     | 3200 hp         | 15    |
| F40PH    | 1976 | 1992  | 3000 hp 3200 hp | 411   |
| SDP40F   | 1973 | 1974  | 3000 hp         | 150   |
| F45      | 1968 | 1971  | 3600 hp         | 86    |
| FP45     | 1967 | 1968  | 3600 hp         | 14    |
| F59PH    | 1988 | 1994  | 3000 hp         | 83    |
| F59PHI   | 1994 | heute | 3200 hp         | ?     |
| F69PH-AC | 1989 | -     | 3000 hp         | 2     |

## Konstruktion
Bei allen Maschinen der F-Serie kamen die von EMD entwickelten Dieselmotoren 16-567 bis 16-567C zum Einsatz. Die erste Zahl bezeichnet die Anzahl der Zylinder (16), die zweite den Hubraum pro Zylinder in Kubikzoll.
Die früheren Ausführungen FT und F2 verwendeten den 1350 hp = 1000 kW leistenden Motor 16-567. Für die Bauarten F3 und F7 stand der weiterentwickelte Motor 12-567B mit 1500 hp / 1100 kW zur Verfügung. Bei den Baureihen F9, FP9 und FL9 konnte die Motorleistung mit dem Motor 16-567C (1750 hp / 1300 kW) nochmals gesteigert werden.
Im Gegensatz zur Serie E waren die Maschinen der F-Bauarten nur mit einem Dieselmotor pro Lokomotive ausgestattet. Deshalb konnten sie mit den von Martin Blomberg konstruierten zweiachsigen Drehgestellen ausgerüstet werden. Alle vier Achsen waren angetrieben, wodurch sich die Achsfolge Bo’Bo’ ergab.
Lediglich die Maschinen der Baureihe FL9 mussten, bedingt durch die notwendigen Zusatzeinrichtungen für den Zweikraftantrieb, am Übergangsende ein dreiachsiges Drehgestell erhalten. Somit wurde die sehr seltene Achsfolge Bo’(A1A) zum Markenzeichen dieser Maschinen.
Die Achszahl der Lokomotiven der Reihe F war neben der geringeren Länge das Hauptunterscheidungsmerkmal zu den sechsachsigen Personenzuglokomotiven der Reihe E.